# 大拙祖能
大拙祖能（だいせつそのう、正和2年3月3日（1313年3月30日）- 永和3年/天授3年8月20日（1377年9月23日））は、南北朝時代の臨済宗の僧。俗姓は藤原氏。諱は祖能。道号は大拙。相模国鎌倉の出身。諡号は広円明鑑禅師。
14歳で比叡山に登って出家し、延暦寺戒壇で受戒している。その後京都東福寺の双葉宗源、鎌倉大慶寺の大川道通、円覚寺の天外志高に師事して修行し、また険崕巧安・東明恵日・夢窓疎石に参禅した。1343年に中国の元に渡って無言承宣・東陽徳輝・千巌元長らに参禅して、千巌から印可を受けた。1358年に帰国したのちは、豊後国万寿寺・上野国吉祥寺の住持を歴任し、3代将軍足利義満の帰依を受け鎌倉円覚寺・建長寺に招かれたが、これを固辞して常陸国笠間郡の楞厳寺に住した。